# Sassenach
Sassenach (sas'ə-nahh ou sæsənæk) est un terme parfois utilisé par les Écossais pour désigner un Anglais. Il s'agit d'un dérivé du gaélique écossais Sasunnach qui signifie à l'origine « Saxon ». L'orthographe gaélique moderne est Sasannach.  

## Précisions terminologiques

### Orthographe anglaise
L’orthographe « Sassenach » n’appartient ni à l'irlandais, ni au gaélique écossais, car le redoublement du « s » n’existe pas dans ces deux langues gaéliques et la règle du Leathann ri leathann is caol ri caol (« les fortes avec les fortes et les faibles avec les faibles »), commune elle aussi à ces deux langues, n’est pas respectée. 
Il s'agit en réalité d'une approximation phonétique anglophone. 

### Usage
Le terme « Sassenach » est généralement employé avec une connotation péjorative en anglais. En effet, au lendemain de la bataille de Culloden qui mit fin à la rébellion jacobite, en avril 1746, le terme prit pour les Écossais un sens extrêmement péjoratif en raison des massacres perpétrés par les troupes anglaises du duc William Augustus de Cumberland, surnommé le « Boucher ». Aujourd'hui, le terme est encore employé en anglais écossais par plaisanterie, de façon gentiment péjorative.   
En revanche, ce n'est absolument pas le cas de l'irlandais Sasanach ou du gaélique écossais Sasannach. Dans les langues gaéliques, ces termes sont utilisés pour désigner les personnes et les choses d'identité anglaise,. La langue anglaise, pour sa part, porte le nom de Beurla en gaélique écossais ou Béarla en irlandais, ce qui signifie plus ou moins  « parole » ou  «parler », le mot étant formé à partir de beul (la bouche). 

### Étymologie
Le Oxford English Dictionary indique 1771 comme date de sa première utilisation écrite en anglais. « Sassenach » est un mot anglais emprunté, vers le début du XVIIIe siècle, au gentilé gaélique Sasunnoch , qui lui-même a donné le gaélique écossais moderne Sasannach. C'est le cognat du français « Saxon ». En gaélique écossais, le terme médiéval désignait les Angles, qui à l'époque du Dal Riata, occupaient la Bernicia (aujourd'hui l'East Lothian, les Scottish Borders et le Northumberland). Par la suite, le sens a englobé aussi les Bretons insulaires du Strathclyde, pour finalement s'appliquer, aujourd'hui, aux Anglais.  
Le terme Sasunn (Angleterre) et son gentilé Sasunnoch sont des formes archaïques. On les trouve notamment dans l'Eachdraidh na h-Alba, anns a' bheil Gearr-Iomradh (« Abrégé d'Histoire de l'Écosse »). 

« Ged nach b' urrainnear a ràdh gu 'm bu bhoirionnach maith i mar bhoirionnach, gidheadh bu deagh bhan-riaghlair i; agus rinn Sasunn mòran soirbheachaidh fhad' sa bha ise air a' chaithir, ann an saoibhreas agus ann an cumhachd. »

— Aonghas Mac Coinnich, Eachdraidh na h-Alba, anns a' bheil Gearr-Iomradh (1867)

## Dans les autres langues celtiques

### Gallois
Sais (pluriel : Saeson) est le gentilé utilisé en gallois pour désigner les Anglais. La langue anglaise Saesneg et le qualificatif se rapportant à la langue et au gentilé est Seisnig. Toutefois ces termes ne sont utilisés normalement que lorsqu'on parle gallois. 

### Cornique
Le cornique, une autre langue celtique de Grande-Bretagne – qui avait disparu mais connaît une petite renaissance – utilise aussi Sawsnek pour dire « Anglais », avec probablement la même origine. En cornique toutefois le mot Emit, qui signifie « fourmi », s'emploie plus couramment en argot pour désigner les Anglais qui ne viennent pas de Cornouailles.

### Breton
En breton, langue affiliée au gallois, l'anglais, l'Angleterre, sont également désignés par des termes signifiant « Saxon » (Saozneg), et « pays des Saxons » (Bro-Saoz)

## Utilisation littéraire
Dans Ulysse de James Joyce, Buck Mulligan (en) parle de Haines, un Britannique hébergé en même temps que lui dans la tour Martello, comme d'un « Sassenach ». 
Également dans la série romanesque Le Chardon et le Tartan de Diana Gabaldon, le personnage principal, Claire Beauchamp, est souvent appelé la « Sassenach ».

### L'utilisation de « Sassenach » chez Walter Scott

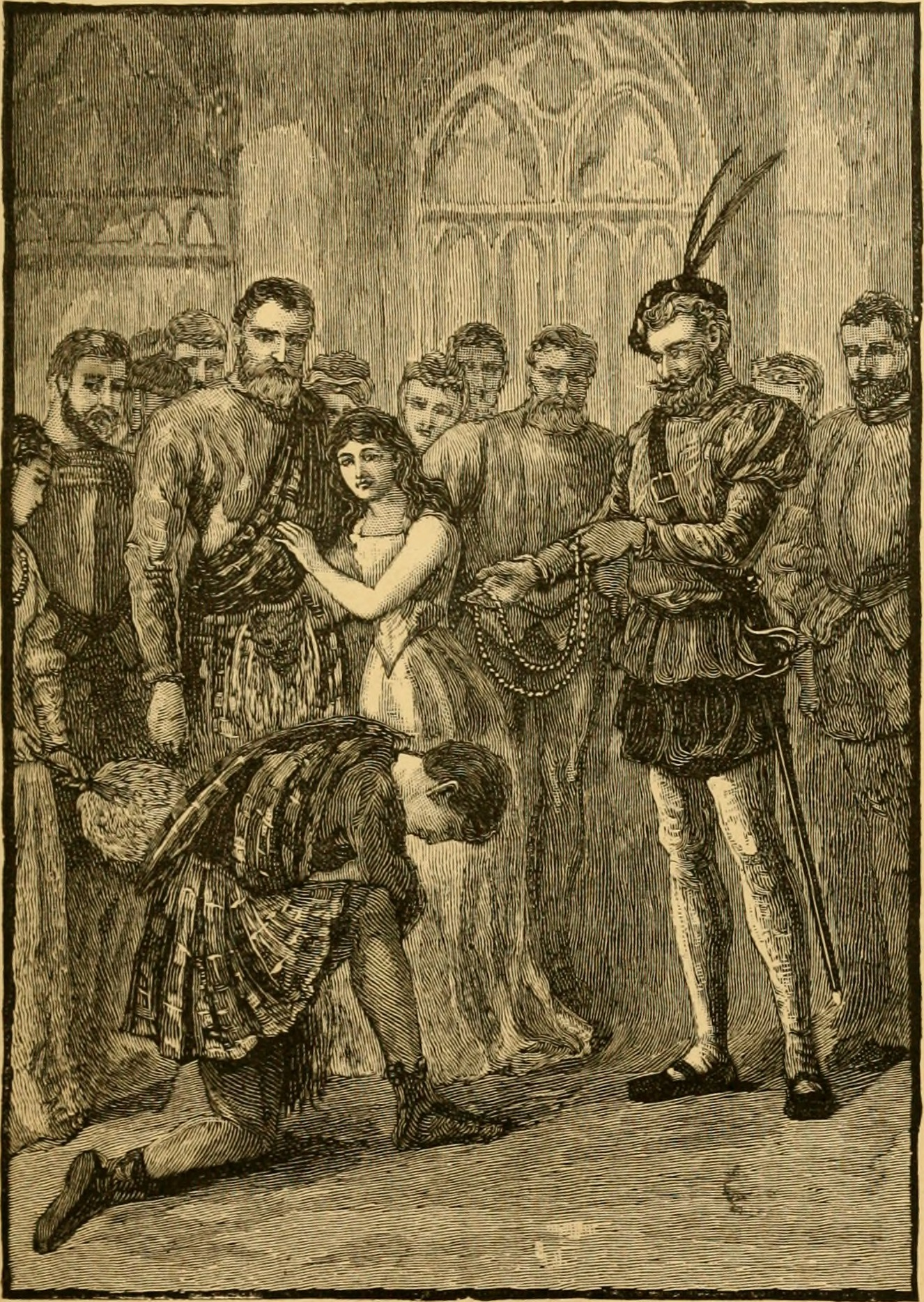
Illustration de The Lady of the lake, a poem in six cantos, (édition de T. Y. Crowell & co, New York, 1883)

Enfin, Walter Scott a répandu l'idée que dans un sens secondaire, « Sassenach » était utilisé par les Gaels (Scottish Highlanders) pour désigner les habitants des Lowlands:

« The Scottish Highlander calls himself Gael, or Gaul, and terms the Lowlanders Sassenach, or Saxons. (Le Highlander écossais se nomme lui-même un Gael, ou Gaul, et qualifie les Lowlanders de Sassenach, ou de Saxons.) »

— Walter Scott, La Dame du lac, chant V, (édition de 1913. Les éditions précédentes de 1910 et 1912 ne comportent pas encore cette note)
Toutefois, si Walter Scott maîtrisait le scots (il était lui-même un Lowlander, comme Robert Burns), son gaélique laissait à désirer et ses romans et poèmes étaient clairement marqués du sceau de la nostalgie idéaliste que les Lowlanders de l'époque éprouvaient pour les Gaels et le gaélique. 
En effet, s'il est vrai que les Gaels appellent parfois le Lowlander un  « Sasannach », ils préfèrent généralement les termes Gall et Galldach, issus du même cognat que les mots français « gaulois » et « gallois » et que l'anglais « Welsh »,,.
En gaélique écossais, le mot sert à désigner traditionnellement aussi bien les Lowlanders que les Anglais car ils sont étrangers à la « Gaélie » (Gàidhealtachd). Les Lowlands (Galldachd) sont, littéralement, la terre « des étrangers ».
Contrairement à ce qu'affirmait Scott, il est donc impossible que les Gaels s'appellent eux-mêmes des « Gaulois », puisque dans leur langue, ce terme signifie « étranger ». En revanche, il est fort probable que comme beaucoup d'anglophones non versés dans la langue gaélique, ce célèbre auteur de littérature anglophone ait mélangé les mots Gàidheal (Gael) et Gall (Lowlander, étranger), et les mots Gàidhealtachd (la Gaélie, les Highlands) et Galldachd (Les Lowlands, le pays des étrangers).